# KF Drita
KF Drita (maced. Фудбалски клуб Дрита Боговиње, alb. Klubi Futbollistik Drita Bogovinë) – północnomacedoński klub piłkarski, grający w III lidze, mający siedzibę we wsi Bogovinje około Tetowo.

## Historia
Chronologia nazw: 
- 1994–199?: KF Bogovinë
- 199?–...: KF Drita

Klub został założony w 1994 roku jako KF Bogovinë, dopiero później zmienił nazwę na KF Drita. Przeważnie występował w trzeciej ligi mistrzostw Macedonii. W 2005 roku jako zwycięzca jednej z grup trzeciej ligi uczestniczył w turnieju barażowym o wyjście do drugiej ligi, jednak nie pokonał Lozar Demir Kapija. Dopiero w 2007 zespół w turnieju barażowym zdobył awans do drugiej ligi. Przez kolejnych pięć sezonów występował w drugiej lidze. Po zakończeniu sezonu 2011/12 zajął drugie miejsce i po raz pierwszy zdobył awans do pierwszej ligi.

## Sukcesy

### Trofea międzynarodowe
Nie uczestniczył w rozgrywkach europejskich (stan na 31-05-2012).

### Trofea krajowe
| \| \| Zdobyte trofea w rozgrywkach Macedonii Północnej (stan na: 31-05-2012) \| |                                                                        |      |            |
| Rozgrywki                                                                       | Osiągnięcie                                                            | Razy | Sezon(y)   |
| Mistrzostwo                                                                     | I miejsce                                                              | 0    |            |
| Mistrzostwo                                                                     | II miejsce                                                             | 0    |            |
| Mistrzostwo                                                                     | III miejsce                                                            | 0    |            |
| Mistrzostwo                                                                     | ? miejsce                                                              | 1    | 2013       |
| Puchar                                                                          | zdobywca                                                               | 0    |            |
| Puchar                                                                          | finalista                                                              | 0    |            |
| Puchar                                                                          | 1/4 finału                                                             | 2    | 2007, 2010 |
| II liga                                                                         | I miejsce                                                              | 0    |            |
| II liga                                                                         | II miejsce                                                             | 1    | 2012       |
| II liga                                                                         | III miejsce                                                            | 0    |            |
| Macedonia Północna                                                              | Zdobyte trofea w rozgrywkach Macedonii Północnej (stan na: 31-05-2012) |      |            |

## Stadion
Klub rozgrywa swoje mecze domowe na stadionie Bogovinje w Bogovinje, który może pomieścić 500 widzów.